# Cardinals de Ball State
Les Cardinals de Ball State (en anglais : Ball State Cardinals) sont un club omnisports universitaire de l'Université d'État de Ball à Muncie (Indiana).
Les équipes des Cardinals participent aux compétitions universitaires organisées par la National Collegiate Athletic Association au sein de la Mid-American Conference.
Ses équipes les plus réputées sont celles de football américain (en) et de basket-ball féminin (en).

## Bowls (football américain)
Le programme de football américain des Cardinals a participé à 8 bowls de Division I FBS (7-1).
| Dates            | Bowls                      | Adversaires                 | Résultats  |
| 9 décembre 1989  | California Bowl 1989       | Bulldogs de Fresno State    | P, 27 - 6  |
| 17 décembre 1993 | Las Vegas Bowl 1993        | Utes de l'Utah              | P, 42 - 33 |
| 18 décembre 1996 | Las Vegas Bowl 1996        | Wolf Pack du Nevada         | P, 18 - 15 |
| 5 janvier 2008   | International Bowl 2008    | Scarlet Knights de Rutgers  | P, 52 - 30 |
| 6 janvier 2009   | GMAC Bowl 2009             | Golden Hurricane de Tulsa   | P, 45 - 13 |
| 21 décembre 2012 | Beef 'O' Brady's Bowl 2012 | Knights de l'UCF            | P, 38 - 17 |
| 5 janvier 2014   | GoDaddy Bowl 2014          | Red Wolves d'Arkansas State | P, 23- 20  |
| 31 décembre 2020 | Arizona Bowl 2020          | Aztecs de San Jose State    | G, 34 - 13 |
| 25 décembre 2021 | Camellia Bowl 2021         | Panthers de Georgia State   | ?          |